# Виктор (Ајова)
Виктор (енгл. Victor) град је у америчкој савезној држави Ајова. По попису становништва из 2010. у њему је живело 893 становника.

## Демографија
Према попису становништва из 2010. у граду је живело 893 становника, што је -59 (-6.2%) становника више него 2000. године.
| Група             | 2000.       | 2010.       |
| Белци             | 939 (98,6%) | 868 (97,2%) |
| Афроамериканци    | 2 (0,2%)    | 1 (0,1%)    |
| Азијати           | 5 (0,5%)    | 3 (0,3%)    |
| Хиспаноамериканци | 2 (0,2%)    | 15 (1,7%)   |
| Укупно            | 952         | 893         |